# Titanoecoidea
Titanoecoidea è una  superfamiglia di aracnidi araneomorfi che comprende due famiglie:
- Phyxelididae LEHTINEN, 1967
- Titanoecidae LEHTINEN, 1967